# Фістбол

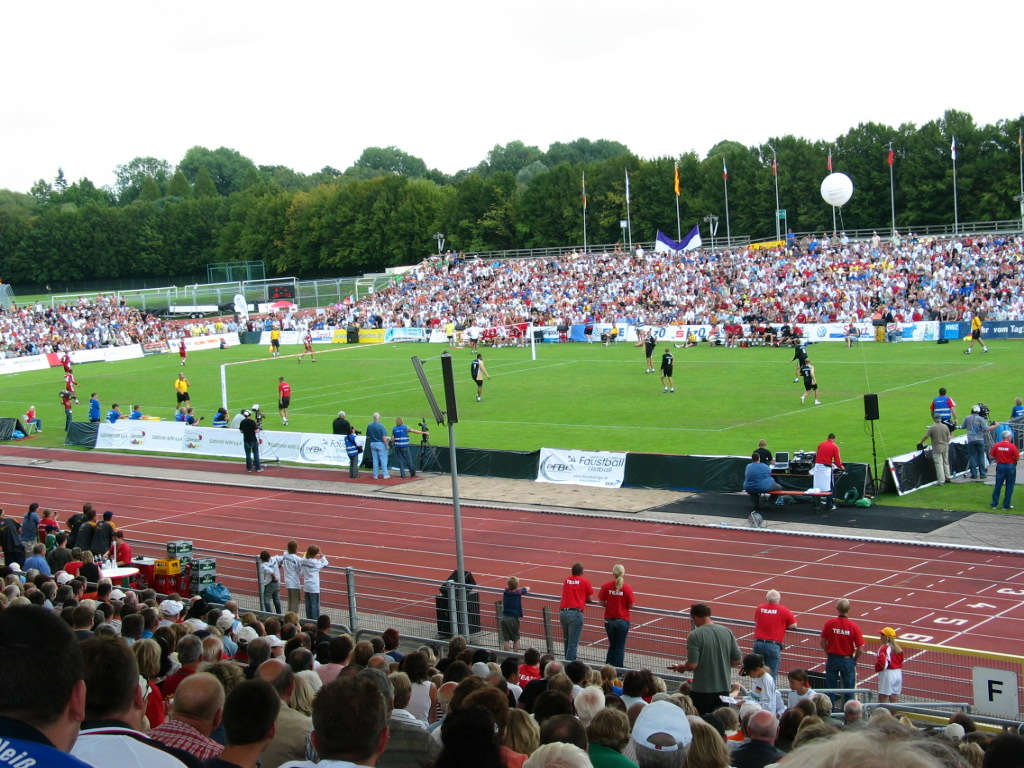
Матч Чемпіонату світу з фістболу

Фістбол (англ. Fistball, «кулачний м'яч») — популярний командний вид спорту, гра на розділеному навпіл сіткою або стрічкою трав'яному майданчику (розміром 50х20 метрів), в якій дві команди, що розташовані по різні боки сітки, перекидають через неї м'яч, зазвичай, руками, з метою приземлити його на чужій половині і не допустити більше одноразового торкання м'яча на своїй половині майданчика. Гравці мають право допустити до 3 торкань м'яча руками й одного торкання м'яча землі, причому після кожного вдару або передачі (в одному розіграші очка). Гра триває до перемоги в трьох сетах, кожен сет грають до 20 очок.
Аналог фістбола вперше був згаданий в одній з промов римського імператора Гордіана III 240 року нашої ери, перші офіційні правила гри були опубліковані в Італії 1555 року, із цієї причини гру іноді називають «італійської гилкою».

## Правила
Змагання з фістболу, зазвичай, проводять просто неба, рідше в залах. Гра проходить на майданчику розмірами 20 на 50 метрів, поділеному навпіл білою лінією шириною 6 сантиметрів, над якою на висоті 2 метрів натягнута стрічка або сітка. На відстані трьох метрів від сітки на полі проведені 2 лінії на кожній з половин поля. М'яч для гри зроблений зі шкіри, максимальна довжина окружності 68 сантиметрів, вага 380 грам, тиск у м'ячі до 0,75 бар. Гра триває до перемоги в трьох сетах, кожен сет грають до 20 очок (аналогічно до волейбольних правил).

## Змагання
Головні міжнародні змагання з фістболу, це Чемпіонат світу, який проводять раз на 4 роки. Перший чемпіонат світу серед чоловіків було проведено в 1958 року в Австрії, першими чемпіонами світу стали спортсмени збірної Західної Німеччини. Перший Чемпіонат світу серед жінок був проведений 1994 року в Аргентині, першими чемпіонками стали спортсменки Німеччини. Лідируючі позиції, і серед чоловічих, і серед жіночих збірних, утримують Австрія, Бразилія й Німеччина.

## Зноски
- Международная федерация фистбола